# Konservativt kraftfelt
 Der er for få eller ingen kildehenvisninger i denne artikel, hvilket er et problem. Du kan hjælpe ved at angive troværdige kilder til de påstande, som fremføres i artiklen.

Et konservativt kraftfelt beskriver et kraftfelt, hvor partiklers mekaniske energi er bevaret, trods det faktum, at de er under påvirkning af en kraft. Dette betyder i praksis, at såfremt partiklen (eller et hvilket som helst andet legeme i øvrigt) mister kinetisk energi, så går den "tabte" energi til en forøgelse af legemets potentielle energi. Den omvendte energiudveksling er naturligvis også mulig.
Pga. energibevarelsen kan kraftfeltet også beskrives med den potentielle energi i form af et potentiale. Kraften {\displaystyle {\vec {F}}} er da lig med den negative gradient til potentialet {\displaystyle V}:
{\displaystyle {\vec {F}}=-\nabla V}
hvor {\displaystyle \nabla } er nabla-operatoren.

## Eksempel 1: Tyngdefeltet
Tyngdefeltet, som vi kender det på jorden – en konsekvens af Newtons gravitationslov – er et konservativt felt, fordi den kraft, som feltet angriber partikler/legeme med, er en konservativ kraft. En partikel, der foretager et frit fald mister potentiel energi (idet den mister højde) i løbet af faldet, men som konsekvens af den acceleration, som tyngdekraften forårsager ifølge Newtons anden lov, øges den kinetiske energi – og dermed er den mekaniske energi (summen af potentiel og kinetisk energi) konstant under hele faldet. Det må antages, at der ikke er nogen gnidningskraft med luften, eftersom gnidningskraften ikke er en konservativ kraft. Ved tilstedeværelse af en sådan kraft kan feltet ikke længere kaldes konservativt.

## Eksempel 2: Fjeder
Den kraft, der ifølge Hookes lov fremkommer, når en fjeder strækkes eller trykkes sammen, er også en konservativ kraft.